# Cholargós
Kholargos, Cholargós ou Cholarges (Χολαργός en grec) est une banlieue proche du nord-est d'Athènes, en Grèce.
En 2011, à la suite de la réforme Kallikratis, le dème (municipalité) de Cholargós fusionne avec celui de Papágou pour former le nouveau dème de Papágou-Cholargós, dont il devient un district municipal.

## Personnalités liées à la commune
- Périclès, né dans le dème antique de Cholargós.

## Jumelages
- Aveiro (Portugal)